# 耶魯大學出版社
耶魯大學出版社是美國耶魯大學的大學出版社。

## 历史
1908年由 George Parmly Day 創建， 在1961年成為耶魯大學的官方部門，但財政和運作自主。
截至2009年，耶魯大學出版社每年出版約300本精裝本新書和150本平裝本新書，出版書籍超過6000本。其出版的書已榮獲五次國家圖書獎，兩次國家書評獎，八次普利策獎。